# Верх-Усуглі
Верх-Усуглі́ (рос. Верх-Усугли) — село, центр Тунгокоченського району Забайкальського краю, Росія. Адміністративний центр та єдиний населений пункт Верх-Усуглинського сільського поселення.

## Населення
Населення — 2624 особи (2010; 2690 у 2002).
Національний склад (станом на 2002 рік):
- росіяни — 94 %